# 杨林寨事件
杨林寨事件是一宗發生在2006年7月25日的湖南省湘阴县的群体性事件。

## 背景和冲突三方
在事件中，有三方涉入，分别是湘阴县人民政府，县城文星镇民众和该县杨林寨乡民众。杨林寨乡是一个移民乡，是娄底市新化县整体迁移到湘阴县组建而成的移民集中安置乡，是湖南省全省三大库区移民集中安置区之一。事件发生前的一段时间内，由于移民款有多次被地方政府劫留的事件发生，加上当地发展相对滞后和失业等社会问题，导致杨林寨乡移民后裔对县城和县政府颇为不满。杨林寨乡民众因为有共同的问题，所以民风异常团结。事件发生前两日，有几位文星镇的人士來到杨林寨人於县城开的店面打砸了杨林寨人在县城的不少店铺。

## 事件经过
7月25日，为进行报复，杨林寨民众数百人头裹红布向县城游行示威，并打砸文星镇街面，导致县城民众伤亡。杨林寨人撤回后，县城当地民众认为事件中湘阴县政府采取不作为态度，警察只保护县政府而忽视平民，遂冲击县政府表达对政府保护不力的不满。

## 政府处置
事件中，因湘阴县地方政府无力处置，长沙、岳阳两市多个县的警察和特警均进行了支援。地方政府对事件进行了封锁，禁止包括湖南经济电视台等省内媒体在内的新闻机构采访，并切断当地对外通讯信号。